# Biłgoraj (comune rurale)
Biłgoraj è un comune rurale polacco del distretto di Biłgoraj, nel voivodato di Lublino.
Ricopre una superficie di 262,64 km² e nel 2006 contava 12 566 abitanti.
Il capoluogo è Biłgoraj, che non fa parte del territorio ma costituisce un comune a sé. Gli altri centri abitati sono: Andrzejówka, Brodziaki, Bukowa, Ciosmy, Cyncynopol, Dąbrowica, Dereźnia Majdańska, Dereźnia Solska, Dereźnia-Zagrody, Dyle, Edwardów, Gromada, Hedwiżyn, Ignatówka, Jachosze, Kajetanówka, Kolonia Sól, Korczów, Korytków Duży, Majdan Gromadzki, Nadrzecze, Nowy Bidaczów, Okrągłe, Podlesie, Rapy Dylańskie, Ratwica, Ruda Solska, Ruda-Zagrody, Smólsko Duże, Smólsko Małe, Sól, Stary Bidaczów, Teodorówka, Wola Dereźniańska, Wola Duża, Wola Mała, Wolaniny, Zagrody Dąbrowickie, Zagumnie e Żelebsko.